# Regina Halmich

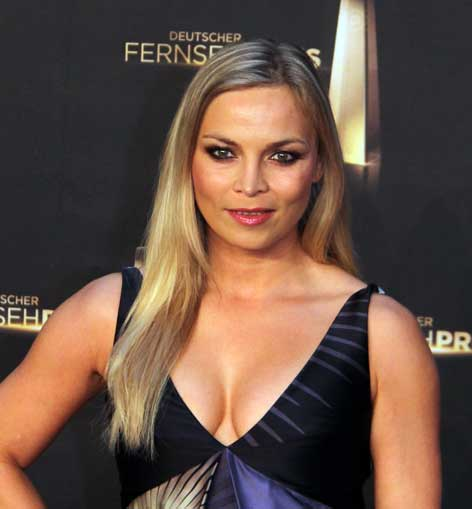
Regina Halmich (2012)

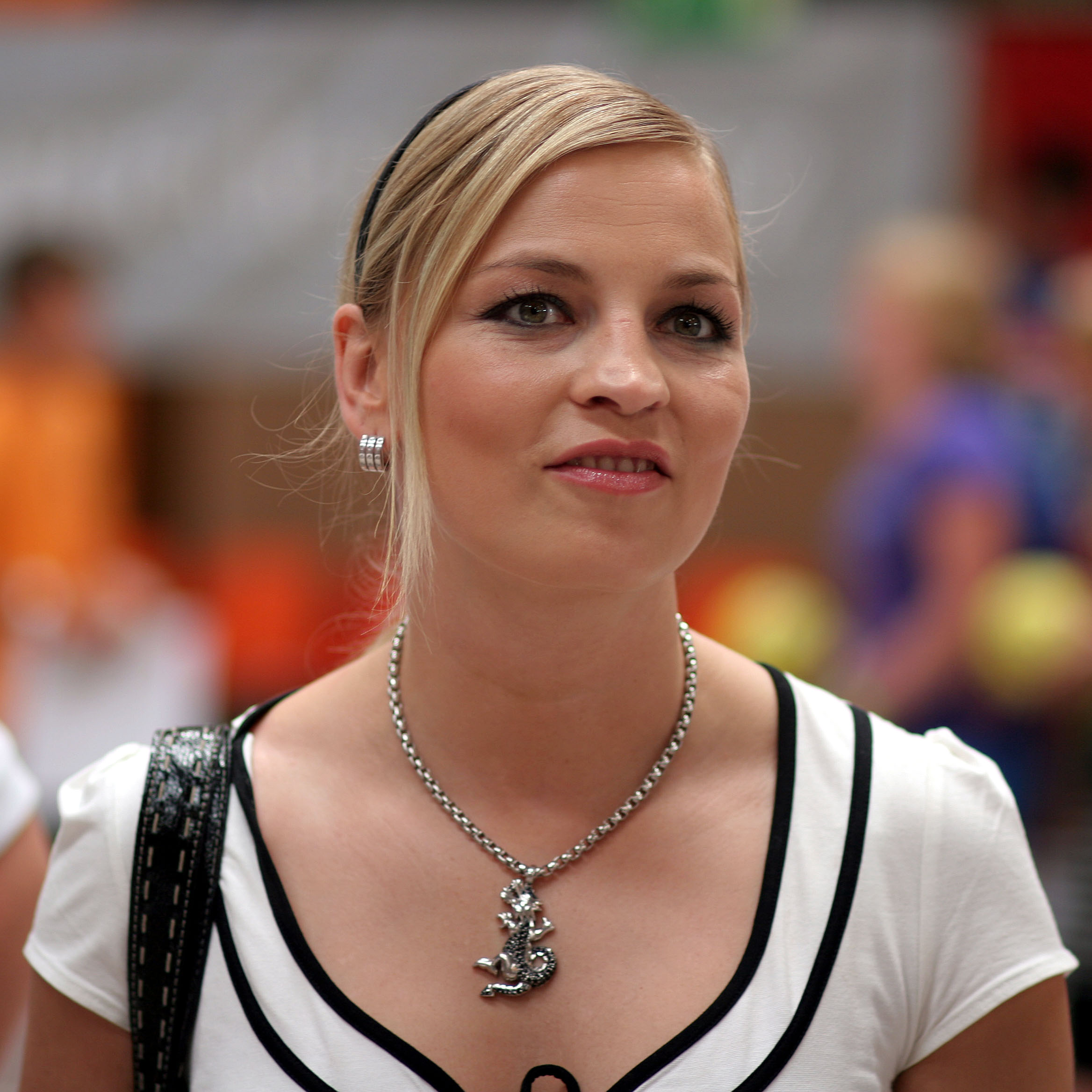
Regina Halmich (2008)

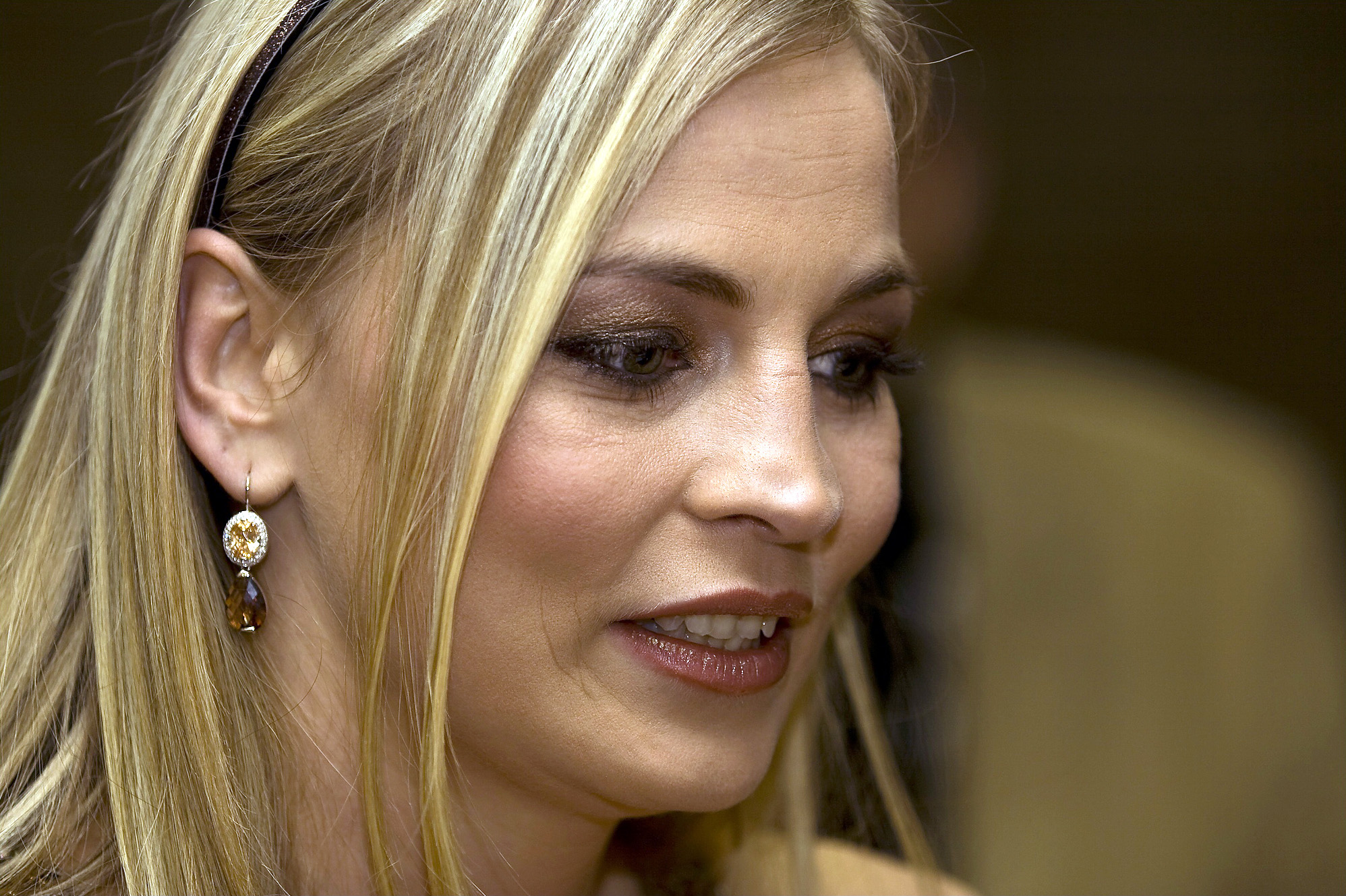
Halmich (2008)

Regina Halmich (* 22. November 1976 in Karlsruhe) ist eine ehemalige deutsche Boxerin. Von 1995 bis 2007 war sie ungeschlagene Weltmeisterin der WIBF.

## Amateurkarriere
Ihr Bewegungsdrang führte Halmich elfjährig zu Judo und Karate, Kickboxen folgte, Jürgen Lutz vom Karlsruher Bulldog-GYM brachte sie schließlich zum Boxen. Als Amateurboxerin wurde sie drei Mal deutsche Meisterin (1992 bis 1994) und 1994 auch Europameisterin.

## Profikarriere
Am 1. April 1994 wurde Regina Halmich Profi-Europameisterin im Super-Fliegengewicht (mit einem 3:0-Punktsieg über die Niederländerin Finie Klee). Im nächsten Kampf knapp drei Wochen später musste sie ihre einzige Niederlage als Profiboxerin hinnehmen, sie verlor in Las Vegas gegen die US-Amerikanerin Yvonne Trevino durch technischen KO in der vierten Runde. 1995 konnte sie den Titel im Fliegengewicht erringen und wurde Weltmeisterin der „Women International Boxing Federation“ (WIBF) im Junior-Fliegengewicht. Zwischen 1998 und 2000 war sie WIBF-Weltmeisterin im Fliegengewicht. Halmich kämpfte für den Hamburger Profi-Boxstall Universum Box-Promotion und wurde von Werner Köster vermarktet.
Am 11. September 2004 errang sie in Karlsruhe ein umstrittenes Unentschieden gegen Elena Reid (USA) und blieb damit Weltmeisterin im Fliegengewicht. Den nächsten Kampf am 15. Januar 2005 gegen Marilyn Hernandez konnte sie jedoch souverän für sich entscheiden, ebenso wie den Kampf gegen Holly Dunaway am 16. April 2005.
Ihren 50. Profikampf gewann sie am 10. September 2005 in Karlsruhe mit einer 2:1-Punktentscheidung gegen die Spanierin María Jesús Rosa über die Distanz von zehn Runden. Am 3. Dezember 2005 traf sie in Magdeburg erneut auf Elena Reid, die sie dieses Mal einstimmig bezwang. Am 9. September 2006 gewann sie gegen Ria Ramnarine aus Trinidad und Tobago durch Technisches KO in der sechsten Runde. Am 13. Januar 2007 erreichte sie in Halle (Saale) gegen die Ungarin Réka Krempf einen einstimmigen Punktsieg. Ihren vorletzten Sieg erzielte sie am 28. Juli 2007 in Düsseldorf gegen die US-Amerikanerin Wendy Rodriguez und schuf damit die Voraussetzung für ihren großen Abschiedskampf vom Profiboxen gegen Hagar Shmoulefeld Finer (Israel) am 30. November 2007 in der dm-Arena Karlsruhe - Rheinstetten.
Dieser letzte Kampf, den sie umstritten nach Punkten gewann, wurde von 8,8 Millionen Fernsehzuschauern gesehen. Nach der Siegerehrung dankte ihr Promoter Klaus-Peter Kohl mit einem Brillantring für die 13-jährige Zusammenarbeit.
Insgesamt bestritt Halmich 56 Profikämpfe. In ihren 48 Kämpfen um eine Weltmeisterschaft war sie 46-mal siegreich, verlor nur einmal und boxte einmal unentschieden.
Im Dezember 2021 wurde bekannt, dass Halmich als fünfte Frau in die International Boxing Hall of Fame aufgenommen wird.

## Fernsehen

### Auftritte
Bekannt wurde sie neben ihren sportlichen Erfolgen durch Fernsehauftritte wie Show-Boxkämpfen gegen den Fernsehmoderator Stefan Raab. Den Showkampf im Jahr 2001 verfolgten 7,37 Millionen Zuschauer, die Neuauflage dieses Duells 2007 in der Kölnarena 19.500 Zuschauer vor Ort und 7,74 Millionen im TV, den dritten Kampf im September 2024 13.000 Zuschauer im PSD Bank Dome und 5,90 Millionen zu Hause. Halmich gewann alle Kämpfe nach Punkten.
Als Boxtrainerin hatte sie Auftritte in den Serien Hinter Gittern – Der Frauenknast (2006) und SOKO Stuttgart (2011, Staffel 3, Folge 12 Knockout, sich selbst spielend). 2011 nahm sie als Kandidatin bei der RTL-Show Let’s Dance teil, schied jedoch in der ersten Episode aus.
Für den Dokumentarfilm Königin im Ring über Regina Halmich und ihre Familie erhielt Simone Jung den Hessischen Filmpreis 2008. Die beiden letzten Profikämpfe Halmichs werden in dieser Dokumentation zum Ausgangspunkt für eine Reise in die Vergangenheit, in der Regina Halmich als junges Talent entdeckt wird und sie ihre Leidenschaft zunächst fürs Kickboxen, dann fürs Boxen aus den behüteten bürgerlichen Verhältnissen hinaus in die „weite Welt“ führt. Gegen die Vorführungen des Filmes in Kinos klagte Halmich erfolglos vor Gericht, da nach eigenen Angaben nur eine Ausstrahlung im TV vereinbart gewesen sein soll.

### Moderationen
Seit dem Ende ihrer Boxkarriere ist Halmich gelegentlich als Co-Moderatorin bei TV-Übertragungen von Boxkämpfen aufgetreten. Ab Januar 2007 agierte Halmich als Co-Moderatorin und Expertin für die Boxübertragungen von ProSieben; zunächst gemeinsam mit Stefan Raab, später neben Jan Stecker. Dabei moderierte sie unter anderem die Veranstaltung am 7. Dezember 2007, als Susi Kentikian mit einem Sieg über Nadia Hokmi den eine Woche zuvor frei gewordenen WIBF-Weltmeistertitel von Halmich errang.
Weiterhin moderierte sie die zweite und dritte Staffel von The Biggest Loser, die 2010 und 2011 auf Kabel eins ausgestrahlt wurden.

## Sonstiges
Mit der mittleren Reife machte Halmich 1995 die Abschlussprüfung zur Rechtsanwaltsgehilfin. Zwei Jahre lang, von 1995 bis 1997, war sie mit dem Fußballprofi Martin Driller liiert, von 2004 bis 2016 mit dem Polizisten Andreas Jourdan. Sie lebt nach eigenen Angaben in Berlin.
Sie posierte nackt für die Playboy-Ausgaben vom Mai 2003 und März 2015 und für die Max vom Mai 2007.
Auf dem Album Memento Mori der Band Umbra et Imago singt sie die weiblichen Textpassagen des Lieds Schlag mich. Vier ihrer Einzugshymnen (walk-in) wurden von der Rockmusikerin Doro Pesch geschrieben und gespielt.
Als Vertreterin der CDU Baden-Württemberg war Halmich Mitglied der 13. Bundesversammlung, die am 23. Mai 2009 Horst Köhler zum Bundespräsidenten wählte. 

### Soziales Engagement und Tierschutz
Im sozialen Bereich engagiert sich Regina Halmich für den Verein Weißer Ring, der sich für die Unterstützung von Kriminalitätsopfern einsetzt. Beim Deutschen Olympischen Sportbund ist sie Schirmherrin der Aktion „Gewalt gegen Frauen – nicht mit uns“. Seit September 2014 engagiert sie sich als Botschafterin des Deutschen Kinderhilfswerkes. 2014 unterstützte sie die Tierschutzorganisation Vier Pfoten. Gemeinsam setzen sie sich mit der Kampagne Brüll für mehr Menschlichkeit für Tiere für ein Verbot von Wildtieren in deutschen Zirkussen ein.

## Auszeichnungen
- 1996: Goldene Pyramide und Boxerin des Jahres
- 1996: Goldene Plakette der Stadt Karlsruhe
- 1997: Weltbeste Boxerin (Wahl durch W.I.B.F.)
- 1997: Goldene Pyramide und Boxerin des Jahres
- 1997: Goldene Sportmedaille der Stadt Karlsruhe
- 1998: Sportmedaille der Stadt Karlsruhe
- 1999: Goldene Pyramide und Boxerin des Jahres
- 2000: Badenerin des Jahres[17]
- 2003: Goldene Pyramide und Boxerin des Jahres
- 2003: Maxim-Woman of the Year (Sport)
- 2005: Boxerin des Jahres – Auszeichnung durch das Magazin „Boxsport“
- 2013: Verdienstorden des Landes Baden-Württemberg
- 2022: Hall of Fame des deutschen Sports
- 2022: International Boxing Hall of Fame

## Liste der Profikämpfe
| Ergebnis      | Profi-Rekord |                         | Gegner                  | Typ               | Runden | Datum      | Ort                                           |
| ------------- | ------------ | ----------------------- | ----------------------- | ----------------- | ------ | ---------- | --------------------------------------------- |
| Sieg          | 1-0          | Niederlande             | Fienie Klee             | Punktentscheidung | 6      | 1994-03-04 | Karlsruhe, Baden-Württemberg, Deutschland     |
| Sieg          | 2-0          | Deutschland             | Birgit Veerle           | KO                | 3 (6)  | 1994-04-22 | Karlsruhe, Baden-Württemberg, Deutschland     |
| Sieg          | 3-0          | Frankreich              | Severine Grandsire      | Punktentscheidung | 6      | 1994-06-04 | Bruchsal, Baden-Württemberg, Deutschland      |
| Sieg          | 4-0          | Portugal                | Sonja Silva             | KO                | 1 (6)  | 1994-06-17 | Karlsruhe, Baden-Württemberg, Deutschland     |
| Sieg          | 5-0          | Frankreich              | Severine Grandsire      | Punktentscheidung | 6      | 1994-09-02 | Karlsruhe, Baden-Württemberg, Deutschland     |
| Sieg          | 6-0          | Vereinigtes Konigreich  | Cheryll Robertson       | Punktentscheidung | 10     | 1994-11-25 | Karlsruhe, Baden-Württemberg, Deutschland     |
| Sieg          | 7-0          | Deutschland             | Paula Moreira           | Punktentscheidung | 6      | 1995-03-11 | Wien, Österreich                              |
| Sieg          | 8-0          | Italien                 | Maria Rosa Tabbuso      | Punktentscheidung | 10     | 1995-04-02 | Italien                                       |
| Niederlage    | 8-1          | Vereinigte Staaten      | Yvonne Trevino          | TKO               | 4 (10) | 1995-04-20 | Las Vegas, Nevada, Vereinigte Staaten         |
| Sieg          | 9-1          | Korea Sud 1949          | Kim Messer              | Punktentscheidung | 10     | 1995-06-10 | Karlsruhe, Baden-Württemberg, Deutschland     |
| Sieg          | 10-1         | Portugal                | Sonia Pereira           | TKO               | 7 (10) | 1995-08-05 | Berlin, Deutschland                           |
| Sieg          | 11-1         | Deutschland             | Brigitte Scherzinour    | KO                | 8 (10) | 1995-09-23 | Aachen, Nordrhein-Westfalen, Deutschland      |
| Sieg          | 12-1         | Vereinigtes Konigreich  | Petrina Phillips        | Punktentscheidung | 10     | 1995-11-04 | Köln, Nordrhein-Westfalen, Deutschland        |
| Sieg          | 13-1         | Vereinigte Staaten      | Anissa Zamarron         | Punktentscheidung | 10     | 1995-12-02 | Karlsruhe, Baden-Württemberg, Deutschland     |
| Sieg          | 14-1         | Vereinigtes Konigreich  | Dagmar Richardson       | KO                | 8 (10) | 1996-02-10 | Cottbus, Brandenburg, Deutschland             |
| Sieg          | 15-1         | Ungarn                  | Melinda Papp            | TKO               | 4 (10) | 1996-04-13 | Hamburg, Deutschland                          |
| Sieg          | 16-1         | Vereinigtes Konigreich  | Diane Berry             | Punktentscheidung | 10     | 1996-08-17 | Frankfurt, Hessen, Deutschland                |
| Sieg          | 17-1         | Vereinigtes Konigreich  | Michelle Sutcliffe      | TKO               | 2 (10) | 1996-11-02 | Garmisch-Partenkirchen, Bayern, Deutschland   |
| Sieg          | 18-1         | Vereinigtes Konigreich  | Cheryll Robertson       | Punktentscheidung | 10     | 1996-12-21 | Frankfurt, Hessen, Deutschland                |
| Sieg          | 19-1         | Japan 1870              | Nojima Miyuki           | Punktentscheidung | 10     | 1997-03-08 | Köln, Nordrhein-Westfalen, Deutschland        |
| Sieg          | 20-1         | Vereinigtes Konigreich  | Lisa Houghton           | Punktentscheidung | 10     | 1997-06-27 | Offenburg, Baden-Württemberg, Deutschland     |
| Sieg          | 21-1         | Ungarn                  | Viktoria Pataki         | Punktentscheidung | 10     | 1997-09-20 | Aachen, Nordrhein-Westfalen, Deutschland      |
| Sieg          | 22-1         | Italien                 | Francesca Lupo          | Punktentscheidung | 10     | 1995-11-04 | Karlsruhe, Baden-Württemberg, Deutschland     |
| Sieg          | 23-1         | Vereinigtes Konigreich  | Lisa Houghton           | Punktentscheidung | 10     | 1998-03-07 | Köln, Nordrhein-Westfalen, Deutschland        |
| Sieg          | 24-1         | Italien                 | Maria Rosa Tabbuso      | TKO               | 6 (10) | 1998-04-18 | Aachen, Nordrhein-Westfalen, Deutschland      |
| Sieg          | 25-1         | Italien                 | Stefania Bianchini      | Punktentscheidung | 10     | 1998-07-10 | München, Bayern, Deutschland                  |
| Sieg          | 26-1         | Vereinigte Staaten      | Anissa Zamarron         | Punktentscheidung | 10     | 1998-10-03 | Augsburg, Bayern, Deutschland                 |
| Sieg          | 27-1         | Ungarn                  | Viktoria Pataki         | Punktentscheidung | 10     | 1998-12-05 | Kiew, Ukraine                                 |
| Sieg          | 28-1         | Argentinien             | Lourdes Noemi Gonzales  | KO                | 1 (10) | 1999-03-27 | Köln, Nordrhein-Westfalen, Deutschland        |
| Sieg          | 29-1         | Ungarn                  | Erzsebet Borosi         | TKO               | 8 (10) | 1999-07-10 | Augsburg, Bayern, Deutschland                 |
| Sieg          | 30-1         | Vereinigte Staaten      | Jill Matthews           | Punktentscheidung | 10     | 1999-09-18 | Stuttgart, Baden-Württemberg, Deutschland     |
| Sieg          | 31-1         | Ungarn                  | Viktoria Varga          | TKO               | 5 (10) | 2000-02-19 | Berlin, Deutschland                           |
| Sieg          | 32-1         | Vereinigte Staaten      | Delia Gonzales          | Punktentscheidung | 10     | 2000-05-13 | Köln, Nordrhein-Westfalen, Deutschland        |
| Sieg          | 33-1         | Vereinigtes Konigreich  | Michelle Sutcliffe      | Punktentscheidung | 12     | 2000-10-07 | Berlin, Deutschland                           |
| Sieg          | 34-1         | Ukraine                 | Alina Shaternikova      | Punktentscheidung | 10     | 2000-12-16 | Essen, Nordrhein-Westfalen, Deutschland       |
| Sieg          | 35-1         | Ungarn                  | Szilvia Csicsely        | TKO               | 3 (10) | 2001-02-24 | Hamburg, Deutschland                          |
| Sieg          | 36-1         | Vereinigte Staaten      | Andrea Blevins          | KO                | 5 (10) | 2001-04-07 | Hamburg, Deutschland                          |
| Sieg          | 37-1         | Ukraine                 | Alina Shaternikova      | Punktentscheidung | 10     | 2001-07-21 | Aachen, Nordrhein-Westfalen, Deutschland      |
| Sieg          | 38-1         | Bulgarien               | Svetla Taskova          | Punktentscheidung | 10     | 2001-11-24 | Hamburg, Deutschland                          |
| Sieg          | 39-1         | Rumänien                | Anca Moise              | TKO               | 4 (10) | 2002-04-20 | Danzig, Pommern, Polen                        |
| Sieg          | 40-1         | Vereinigte Staaten      | Yvonne Caples           | Punktentscheidung | 10     | 2002-08-17 | Berlin, Deutschland                           |
| Sieg          | 41-1         | Deutschland             | Nadja Loritz            | Punktentscheidung | 10     | 2003-01-18 | Essen, Nordrhein-Westfalen, Deutschland       |
| Sieg          | 42-1         | Vereinigtes Konigreich  | Cathy Brown             | Punktentscheidung | 10     | 2003-04-26 | Schwerin, Mecklenburg-Vorpommern, Deutschland |
| Sieg          | 43-1         | Bulgarien               | Svetla Taskova          | TKO               | 6 (10) | 2003-07-12 | Leverkusen, Nordrhein-Westfalen, Deutschland  |
| Sieg          | 44-1         | Dominikanische Republik | Johanna Peña Álvarez    | Punktentscheidung | 10     | 2004-01-17 | Karlsruhe, Baden-Württemberg, Deutschland     |
| Sieg          | 45-1         | Bulgarien               | Daisy Lang              | Punktentscheidung | 10     | 2004-05-29 | Kiel, Schleswig-Holstein, Deutschland         |
| Unentschieden | 45-1-1       | Vereinigte Staaten      | Elena Reid              | Punktentscheidung | 10     | 2004-09-11 | Kiel, Schleswig-Holstein, Deutschland         |
| Sieg          | 46-1-1       | Dominikanische Republik | Marilyn Hernandez       | Punktentscheidung | 10     | 2005-01-15 | Magdeburg, Sachsen-Anhalt, Deutschland        |
| Sieg          | 47-1-1       | Vereinigte Staaten      | Hollie Dunaway          | Punktentscheidung | 10     | 2005-04-16 | Magdeburg, Sachsen-Anhalt, Deutschland        |
| Sieg          | 48-1-1       | Spanien                 | María Jesús Rosa        | Punktentscheidung | 10     | 2005-09-10 | Karlsruhe, Baden-Württemberg, Deutschland     |
| Sieg          | 49-1-1       | Vereinigte Staaten      | Elena Reid              | Punktentscheidung | 10     | 2005-12-03 | Magdeburg, Sachsen-Anhalt, Deutschland        |
| Sieg          | 50-1-1       | Ungarn                  | Viktoria Milo           | Punktentscheidung | 10     | 2006-05-06 | Düsseldorf, Nordrhein-Westfalen, Deutschland  |
| Sieg          | 51-1-1       | Trinidad und Tobago     | Ria Ramnarine           | TKO               | 6 (10) | 2006-09-09 | Magdeburg, Sachsen-Anhalt, Deutschland        |
| Sieg          | 52-1-1       | Ungarn                  | Reka Krempf             | Punktentscheidung | 10     | 2007-01-13 | Halle (Saale), Sachsen-Anhalt, Deutschland    |
| Sieg          | 53-1-1       | Vereinigte Staaten      | Wendy Rodriguez         | Punktentscheidung | 10     | 2007-07-28 | Düsseldorf, Nordrhein-Westfalen, Deutschland  |
| Sieg          | 54-1-1       | Israel                  | Hagar Shmoulefeld Finer | Punktentscheidung | 10     | 2007-11-30 | Karlsruhe, Baden-Württemberg, Deutschland     |

## Veröffentlichungen
- mit Andreas Lorenz: ...noch Fragen? Die Autobiografie der Boxweltmeisterin. Wero Press, Pfaffenweiler 2003, ISBN 3-9808049-6-8.
- Die Kraft ist weiblich: Fit, schön und stark mit der erfolgreichsten Boxerin der Welt. Hugendubel, Kreuzlingen; München 2003, ISBN 3-7205-2452-3.
- „Nachsetzen, nachsetzen, nachsetzen“. In: Doris Lott (Hrsg.): Hopfenduft und Butterbrezel: Karlsruher Kinder erzählen. Info Verlag, Karlsruhe 2012, ISBN 978-3-88190-702-6.
- Am Boxring mitgefiebert. In: Klaus E.R. Lindemann (Hrsg.): Heinz Fenrich: Oberbürgermeister der Stadt Karlsruhe 1998-2013; eine Dokumentation. Info Verlag, Karlsruhe 2013, ISBN 978-3-88190-717-0.